# Rimbach-près-Masevaux
Rimbach-près-Masevaux es una localidad y comuna francesa, situada en el departamento de Alto Rin, en la región de Alsacia. 

## Demografía
| 453 | 477 | 444 | 435 | 456 | 503 |
| Para los censos de 1962 a 1999 la población legal corresponde a la población sin duplicidades (Fuente: INSEE [Consultar]) |     |     |     |     |     |